# راینباخ ایم اینکرایس
راینباخ ایم اینکرایس (به آلمانی: Rainbach im Innkreis) یک منطقهٔ مسکونی در اتریش است که در ناحیه شاردینگ واقع شده‌است. راینباخ ایم اینکرایس ۲۵ کیلومتر مربع مساحت دارد ۳۷۱ متر بالاتر از سطح دریا واقع شده‌است.